# Resistencia flexional

La resistencia flexional es un esfuerzo por fallo a la flexión. Es igual o ligeramente superior al esfuerzo por fallo tensional.

La resistencia flexional, también conocida como módulo de ruptura, o resistencia flexural, es una propiedad material que se manifiesta como esfuerzos ocurridos justo antes de ceder en una prueba de flexión. Con mayor frecuencia se emplea la prueba flexional transversal, en la cual un espécimen de sección circular o rectangular se arquea hasta que se fractura o cede al someterlo a una prueba de tres puntos. Es el esfuerzo más alto ocurrido dentro del material en su momento de fallo. Se representa mediante el símbolo sigma: {\displaystyle \sigma }.

## Introducción
Cuando se flexiona un objeto constituido por un solo material, como una viga de madera o una varilla de acero (fig. 1), a profundidad ocurre una gama de esfuerzos (fig. 2). En el borde del objeto, en el interior del arqueamiento (cara cóncava), el valor del esfuerzo compresional es el máximo, y en el exterior de la curva (cara convexa) el valor del esfuerzo es el tensional así mismo máximo. A estos bordes interiores y exteriores de la viga o de la varilla se les denomina «fibras extremas». La mayoría de los materiales fallan bajo esfuerzos tensionales. El valor del esfuerzo tensional máximo que se puede sostener antes que la viga o la varilla falle constituye su resistencia flexional.[cita requerida]

## Resistencia flexional versus tensional
En material homogéneo, la resistencia flexural es equivalente a la tensional. En la mayoría de los materiales existen defectos de diversa magnitud, los cuales concentran localmente su resistencia y causan debilidad. Cuando se arquea un material, solamente en las fibras de los extremos se ejerce la mayor resistencia. Si las fibras carecen de defectos, la resistencia de las fibras intactas controla su resistencia flexional.
Si el mismo material estuvo sometido únicamente a fuerzas tensiles, todas sus fibras están sujetas a la misma resistencia. Cuando la fibra más débil alcanza su esfuerzo tensional límite, inicia su fallo. Por tanto, para el mismo material, comúnmente la resistencia flexional es más alta que la tensional. Inversamente, en un material homogéneo con defectos sólo en la superficie (p. ej., debido a rasgaduras) su resistencia tensional podría superar a la flexional.
Si no se toman en cuenta defectos, de cualquier clase, obviamente el material falla bajo una fuerza de arqueamiento menor que la correspondiente fuerza tensil. Ambas fuerzas inducen el mismo esfuerzo de fallo, cuyo valor depende de la resistencia del material.
En una muestra rectangular, el esfuerzo resultante de una fuerza axial se determina mediante la fórmula siguiente:
{\displaystyle \sigma ={\frac {\digamma }{bd}}}
El valor de este esfuerzo no es el verdadero, pues se considera invariable la sección transversal de la muestra (esfuerzo ingenieril).
- {\displaystyle \digamma } axial (fuerza) en el punto de fractura
- b: anchura
- d: espesor del material

El esfuerzo resultante de una muestra rectangular bajo una carga en un arqueamiento de tres puntos (fig. 3) está dado por la fórmula del párrafo siguiente (véase "Determinación de la resistencia flexional").
El resultado de la ecuación de estos dos esfuerzos (fallo) es:
{\displaystyle \sigma ={\frac {3FL}{2bd^{2}}}}
Comúnmente, L (longitud del tramo de soporte) es mucho más grande que d, por lo tanto la fracción {\displaystyle {\frac {3L}{2d}}} es >1.

## Determinación de la resistencia flexional

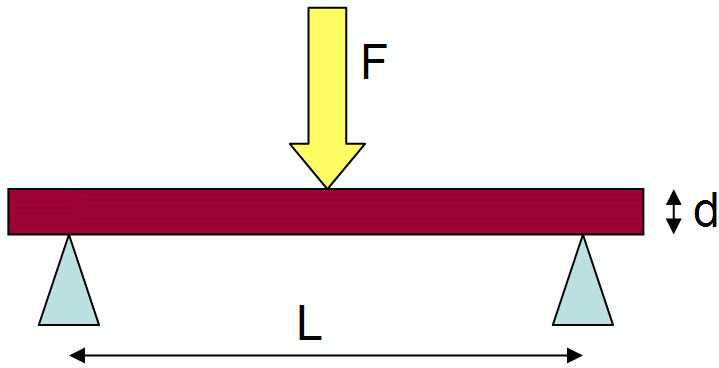
Fig. 3 - Viga sometida a arqueamiento en tres puntos.

En una muestra rectangular sometida a una carga de arqueamiento en tres puntos (fig. 3):
{\displaystyle \sigma ={\frac {3FL}{2bd^{2}}}}
- F: carga (fuerza) sobre el punto de fractura (N)
- L: longitud del tramo de soporte
- b: anchura
- d: espesor

En una muestra rectangular sometida a una carga de arqueamiento en cuatro puntos cuyo tramo de carga sea de 1/3 del tramo de soporte:
{\displaystyle \sigma ={\frac {FL}{bd^{2}}}}
- F: carga (fuerza) sobre el punto de fractura
- L: longitud del tramo de soporte (exterior)
- b: anchura
- d: espesor

En el caso de arqueamiento de cuatro puntos, si el tramo de carga es 1/2 del tramo de soporte (p. ej. Li = 1/2 L, fig. 4):
{\displaystyle \sigma ={\frac {3FL}{4bd^{2}}}}
Si el tramo de carga no es de 1/3 ni de 1/2 del tramo de soporte en el caso de cuatro puntos (fig. 4):

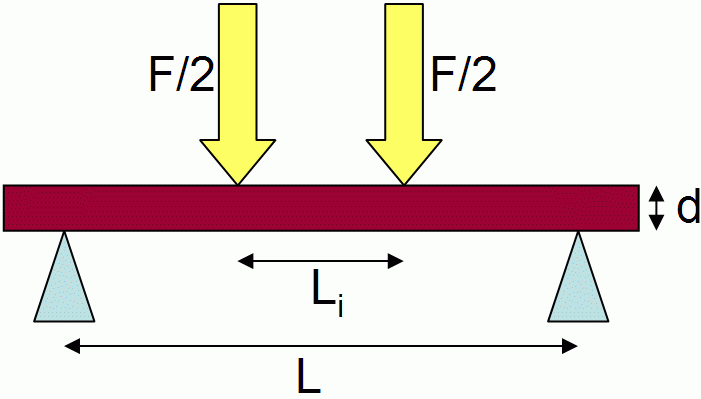
Fig. 4 - Viga sometida a arqueamiento en cuatro puntos.

- Li: longitud del tramo de carga (interior)